# HK-47
HK-47 — вигаданий персонаж розширеного всесвіту «Зоряних війн». З'являється в відеогрі Star Wars: Knights of the Old Republic, а також у продовженні, Star Wars: Knights of the Old Republic II — The Sith Lords. HK-47 був озвучений Кристофером Таборі. HK-47 став популярним у масовій культурі завдяки своєму цинічному почуттю гумору.

## Біографія
За сюжетом гри «Knights of the Old Republic», гравець купує HK-47 у торговця дроїдами на планеті Татуїн. Однією з особливостей дроїда є його звичка називати всі органічні істоти «мішками м'яса» (англ. Meatbags). Крім звички HK-47 ображати органічних істот, у нього (як і у всіх дроїдів серії HK)) також існує дивна манера перед кожним реченням або питанням говорити фрази, що вказують на його емоційне забарвлення (наприклад «Затвердження», «Загроза», «Збентеження», і так далі). Ймовірно, це є частиною базового програмування дроїда, оскільки він і без цих узагальнень добре передає емоційне забарвлення своїх слів тоном голосу.
На початку The Sith Lords HK-47 знаходиться в транспортному відсіку на борту зорельота «Чорний Яструб» (англ. англ. Ebon Hawk) в відключеному стані. Щоб відновити дроїда гравцеві необхідно використовувати запчастини, здобуті з тіл знищених HK-50). Розмови з HK-47 в «KotOR 2» розкривають, що дроїд раніше належав Ревану. Діалоги розширюють передісторію і розкривають цілі дроїда, встановивши, що Реван використовував НК-47, щоб вбивати людей, які дестабілізували або ослаблювали галактику.

## За лаштунками
Розробник BioWare розмістив на форумі компанії, що НК-47 названий на честь корабля в Shattered Steel. Також існує думка, що назва дроїда походить від назви більярдної команди сценариста гри Дрю Карпишина, яка, у свою чергу, запозичила частину назви у автомата АК-47.

## Додаткова література
- Alex Kane. Star Wars: Knights of the Old Republic. — LA : Boss Fight Books[en], 2019. — 128 с. — ISBN 978-1-940535-21-0. (англ.)